# Alexander Robertson (chimiste)
Pour les articles homonymes, voir Alexander Robertson.
Alexander Robertson, né le 12 février 1896 et mort en 1970, est un chimiste organique et agriculteur. Il reçoit la médaille Davy en 1952 « En reconnaissance de ses recherches sur la chimie des produits naturels, en particulier la large gamme de glycosides, les principes amers et les matières colorantes contenant des atomes d'oxygène hétérocycliques »,,. Il est connu pour ses recherches en chimie organique, notamment dans l'étude des produits naturels. 

## Biographie
Alexander Robertson naît le 12 février 1896 dans une ferme à Charlesfield, Auchterless (sur la propriété Hatton), Aberdeenshire. Il est le fils d'Andrew Robertson, un agriculteur, et de son épouse, Jane Cantlay. Alexander Robertson est l'aîné de trois enfants, ses sœurs jumelles sont mortes avant lui.
Il grandit dans une ferme écossaise de 63 acres et obtient son diplôme de la Turriff Higher Grade School en 1914. Alors qu'il souhaite devenir fermier, sa famille l'encourage à étudier les sciences. Il entre à l'université d'Aberdeen en 1914 pour obtenir une maîtrise.
Pendant la Première Guerre mondiale, il sert dans la Brigade spéciale du Royal Engineers (1916) et dans le 2e Seaforth Highlanders (1917), où il obtient le grade de lieutenant avant d'être démobilisé en 1918.
Il effectue des recherches doctorales avec G. G. Henderson (en) à l'université de Glasgow (1922-1924). Sa thèse s'intitule Études sur la série des terpènes sabinènes et est publiée en 1924. Il obtient un doctorat. Pendant cette période, il aide également les autres étudiants de Henderson, dont John Monteath Robertson.
Après avoir obtenu son doctorat, Robertson s'installe à l'université de Manchester pour travailler avec Robert Robinson dans le cadre d'une bourse scientifique internationale Rockefeller (1924-1926). Il se rend également à l'université de Graz pour travailler avec Fritz Pregl sur la microanalyse. En 1926, il devient maître de conférences adjoint en chimie à l'université de Manchester, où il contribue aux "travaux de synthèse sur les anthocyanidines et les pigments anthocyaniques, à l'identification des alcaloïdes de la morphine et de la strychnine, et à la théorie électronique Lapworth-Robinson des réactions organiques", puis il entre au Queen Mary University of London comme maître de conférences en chimie (1928), puis comme maître de conférences en biochimie à la London School of Hygiene and Tropical Medicine (1930).
En 1933, il devient professeur et titulaire de la chaire Harrison de chimie organique à l'université de Liverpool. Il participe à la conception de nouveaux bâtiments de laboratoire et plaide en faveur de meilleures installations pour les étudiants. Il occupe une série de postes universitaires, dont celui de vice-chancelier (1948-1953). Parmi ses remarquables stagiaires, on peut citer Francis M. Dean, Har Gobind Khorana (1948) et William Basil Whalley (1952).
Il épouse Margaret Mitchell-Chapman en 1926. En 1957, il se retire de la vie académique et poursuit l'agriculture jusqu'à sa mort en 1970.